# Казарма 1404 км
 Казарма 1404 км  — хутор в Новосергиевском районе Оренбургской области. Входит в состав Новосергиевского поссовета.

## География
Находится у железнодорожной линии Самара-Оренбург на расстоянии менее 2 километров на юго-восток от районного центра поселка Новосергиевка.

## История
Возник как поселение железнодорожников при строительстве железнодорожной линии.

## Население
| 2010 |
| ---- |
| 9    |

Национальный состав
Население составляло 10 человек в 2002 году (80 % русские), 9 по переписи 2010 года.

## Инфраструктура
Путевое хозяйство Южно-Уральской железной дороги. Действует пассажирская платформа 1404 км.

## Транспорт
Автомобильный и железнодорожный транспорт.